# Hideyuki Ujiie
Hideyuki Ujiie (氏家 英行 Ujiie Hideyuki?), född 23 februari 1979, är en japansk tidigare fotbollsspelare.
I april 1999 blev han uttagen i Japans trupp till U20-världsmästerskapet 1999.